# Умарбеков, Джавлят Юсупович
Джавлят Юсупович Умарбеков (также известен как Джавлон Юсупович Умарбеков узб. Javlon Yusupovich Umarbekov; род. 17 июня 1946, Ташкент, Узбекская ССР) — советский и узбекский художник. Народный художник Узбекской ССР (1989), заслуженный деятель искусств Узбекской ССР (1982). Академик Академии художеств Узбекистана (1997) и Национальной академии художеств Кыргызстана (2015), зарубежный член Национальной академии искусств Украины (2012), почётный зарубежный член Российской академии художеств (2014).
Член Союза художников СССР (1972), председатель Союза художников Узбекской ССР (1984—1987). Депутат Верховного Совета Узбекской ССР 11-го (1985) и 12-го (1990) созывов. Лауреат Премии Ленинского комсомола (1977).

## Биография
Родился 17 июня 1946 года в Ташкенте. В 1952 году учился в средней школе № 111 Шайхантахурского района Ташкента, в 1957 году перешёл в среднюю школу № 37. В 1966 году окончил Республиканское художественное училище им. П. Бенькова, в 1972 году — ВГИК, учился в мастерской народного художника СССР И. П. Иванова-Вано, его учителями были народные художники СССР Ю. И. Пименов, И. П. Иванов-Вано и заслуженный деятель искусств РСФСР В. Токарев. В том же году был принят в Союз художников СССР.
С 1972 по 1973 годы работал главным художником Литературного музея им. А. Навои. С 1973 по 1974 годы проходил срочную службу в армии. С 1974 по 1976 годы преподавал в Ташкентском государственном театрально-художественном институте (ТГТХИ) имени А. Н. Островского. С 1976 года — член правления, с 1984 по 1987 годы — председатель Союза художников Узбекистана. Дважды, в 1985 и 1990 годах, избирался депутатом Верховного Совета Узбекской ССР 11-го и 12-го созывов. С 1995 по 1997 годы работал старшим преподавателем кафедры живописи Государственного института искусств Узбекистана.
В 1997 году был избран действительным членом Академии художеств Узбекистана, с 1997 по 1998 годы занимал пост секретаря организации. С 1998 по 2006 годы и с 2011 по 2016 годы — профессор кафедры театрально-декорационной живописи, с 2006 по 2011 годы и с 2016 года по настоящее время— профессор кафедры прикладной живописи Национального института искусств и дизайна им. К. Бехзода. С 2011 года — почётный профессор Харбинского университета. С  2012 года является зарубежным членом Национальной академии искусств Украины, с 2014 года — почётным зарубежным членом Российской академии художеств, с 2015 года  — действительным членом Национальной академии художеств Кыргызстана.
Автор учебников по живописи «История создания холста» и «Кинокомпозиция», опубликовал более 10 научных статей. В 2016 году в Узбекистане был издан каталог произведений художника.

## Творчество
Творчество художника отличается многогранностью и стилевым разнообразием: от выражения социальных идей, основанных на традициях реалистического искусства, присущему его ранним работам, он постепенно перешёл к симбиозу традиций восточного, прежде всего среднеазиатского, искусства миниатюры и европейского реалистического искусства. Творческие поиски  художника нашли своё отражение в таких картинах, как: «Детство» (1968), «Песня» ( 1969), «Мой друг» (1971), диптих «Человек разумный» (1979—1980), «Я человек» (1981—1983), «У пруда» (1988), «Невеста» (1995), «Сахибкиран Амир Темур» (1995), «Встреча» (1996), «Захир-ад-дин Мухаммад Бабур» (1996).
Известен своими натюрмортами («Лунный натюрморт», «Кушанский натюрморт»), пейзажами («Исландия», «Караван», «Руины Шелкового пути»), а также сериями работ «Вокруг Алжира» (1978), «Сурхандарья», «30 видов Ташкента» (1983). Автор иллюстраций к народным героическим эпосам «Алпамыш» (2010) и «Рустамхан» (2014). Совершал зарубежные творческие поездки в Германию (1980, 1986, 1991), Японию (1982, 1995), Кувейт (1989, 1990), Турцию (1993), США (1997, 2004). Картины художника экспонировались на республиканских и международных выставках, хранятся в собраниях музеев и частных коллекциях Узбекистана и за рубежом: Государственной Третьяковской галерее, Государственном музее искусств Узбекистана, штаб-квартире ООН в Нью-Йорке, галерее искусств Комацу (Япония), художественных галереях Германии, Австрии, Алжира, Кувейта.
Участвовал в национальных и международных выставках: Всесоюзной выставке (Ташкент, 1980); выставке художников стран Персидского залива (Кувейт, 1989); Ташкентской биеннале — 2001 (2001); групповой выставке «Мы вышли из легенды» в Центральном доме художника (Москва, 2004); «Международной биеннале — 2005» (Пекин, 2005); Международной выставке художников стран ШОС (Пекин, 2012). Персональные выставки художника проходили в разное время на разных площадках: клубе творческой молодежи «Ильхом» (Ташкент, 1976); Национальной галерее искусств Алжира (Алжир, 1978); галерее искусств «Дружба», (Западный Берлин, ФРГ, 1980); Национальном художественном музее искусств (Вена); Галерее живописи (Дюссельдорф, ФРГ, 1988); Центральном доме художников, (Москва, 1989); выставке «100 картин» в павильоне «Культура», ВДНХ (Ташкент, 1990); Государственном музее искусств (Ташкент); выставке посвящённой 50-летию со дня рождения и 30-летию творческой деятельности (1996); передвижной выставке по городам восточного побережья США (Вашингтон, Нью-Йорк, Филадельфия, Майами, 1998—2002); выставке посвящённой 60-летию со дня рождения и 40-летию творческой деятельности (галерея НБУ, Ташкент, 2006).

## Награды
- Орден «Мехнат шухрати» (2011)[8]
- Медаль Олий Мажлиса Республики Узбекистан «Мустакиллик» (1991)[6]
- Нагрудный знак «Ветеран труда» I степени (2021)[9]
- Народный художник Узбекской ССР (1989)[2]
- Заслуженный деятель искусств Узбекской ССР (1982)[2]
- Премия Ленинского комсомола в области литературы, искусства, журналистики и архитектуры за картины «Большая вода» и «Песня» (1977)[6]
- Золотая медаль Академии искусств Узбекистана (2002)[2]
- Золотая медаль ВДНХ СССР за картину «Мой друг» (1972)[6]
- Серебряная медаль Академии художеств СССР (1986)[6]
- Гран-при за персональную выставку в художественной галерее Берлина (1980)[3]
- Гран-при Всесоюзной выставки в Ташкенте за работу «Человеческая мысль» (1980)[3]